# Równanie różnicowe
Równanie różnicowe – równanie funkcyjne, w którym argumenty szukanej funkcji są przesunięte o pewne liczby zwane przyrostami. Jest to dyskretny odpowiednik równania różniczkowego i jeden z obszarów badań rachunku różnicowego.
Rozwiązywanie metodami:
- metodą Eulera (przewidywania),
- metodą transformaty Laurenta.